# Chémery-Chéhéry
Chémery-Chéhéry è un comune francese di nuova costituzione. Esso è stato infatti costituito il 1º gennaio 2016 con la fusione dei comuni di Chémery-sur-Bar e Chéhéry.